# Carl Hart

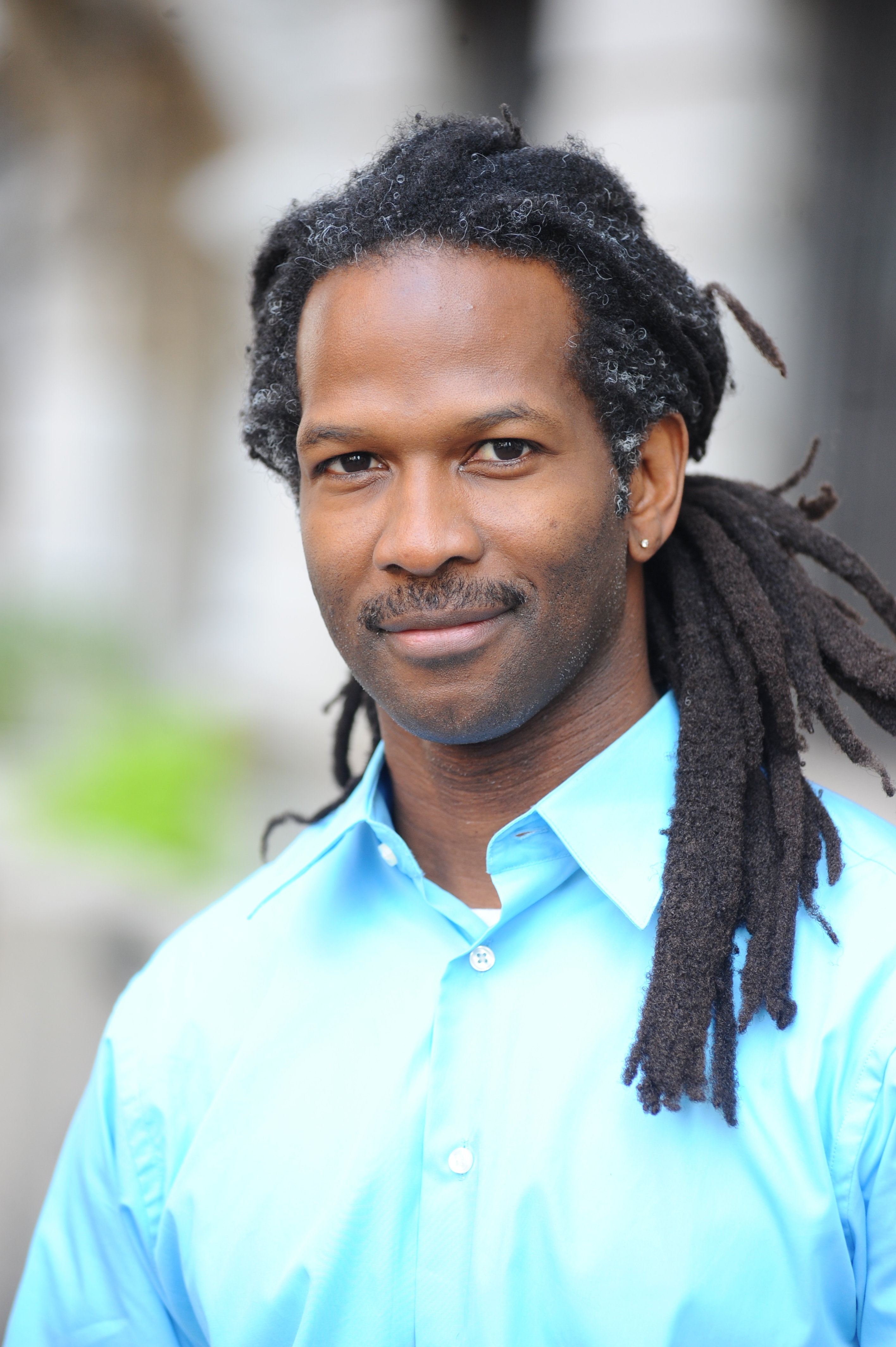
Carl Hart (2012)

Carl L. Hart (* 30. Oktober 1966 in Miami, Florida) ist ein amerikanischer Neurowissenschaftler. Er ist Professor für Neurowissenschaften und Psychologie an der Columbia University. Hart ist bekannt für seine Forschung im Bereich Drogenmissbrauch und Drogenabhängigkeit. Hart war der erste fest angestellte afroamerikanische Professor der Naturwissenschaften an der Columbia University.

## Ausbildung
Hart wuchs in einem verarmten Viertel von Miami auf, wo er sich mit Kleinkriminalität und dem Konsum und Verkauf von Drogen beschäftigte. Seine Eltern ließen sich während seiner Kindheit scheiden und er wurde von einer alleinerziehenden Mutter großgezogen. Dieses Umfeld beeinflusste seine Weltanschauung, und er kam zu der Erkenntnis, dass Drogen der Grund für Armut und Kriminalität in den meisten Vierteln waren. Erst später kam er zu der Überzeugung, dass "Kriminalität und Armut meist unabhängig vom Drogenkonsum waren".  Nach der High School diente er in der United States Air Force, was ihm eine akademische Laufbahn ermöglichte.
Hart erwarb einen Bachelor of Science in Psychologie an der University of Maryland. Anschließend machte er seinen Master of Science und seinen Ph. D. in Neurowissenschaften an der University of Wyoming. Hart besuchte die UNC Wilmington, wo er mit Robert Hakan arbeitete, bevor er zur University of Wyoming ging.

## Rezeption in der Öffentlichkeit
Im September 2014 wurde Hart mit Artikel vorgestellt, in dem er darüber sprach, wie er die Drogensucht entlarvt. Er hielt einen Vortrag auf der TEDMED-Konferenz über Mythen über Drogensucht und ist in dem Dokumentarfilm The House I Live In (2012) zu sehen.
Carl Hart hat vor dem United States Congress' Committee On Oversight and Government Reform ausgesagt. Er war Gastredner bei Talks@Google, der Reason Foundation und der Nobel Conference. Hart war auch auf CNN zu sehen.

## Forschung
Harts Forschung konzentriert sich auf die verhaltensbezogenen und neuropharmakologischen Effekte von psychoaktiven Drogen.
Er ist besonders daran interessiert, welche sozialen und psychologischen Faktoren die Selbstverabreichung von Drogen beeinflussen. Er nutzt seine Forschung als wissenschaftliche Grundlage für seine Vorträge über die Bedeutung der Entkriminalisierung von Drogen. Er führt die Kriminalisierung von Crack (typischerweise mit schwarzen Gemeinschaften assoziiert) und das Fehlen einer ähnlichen Kriminalisierung von Kokainpulver (traditionell mit weißen Gemeinschaften assoziiert) als ein Beispiel dafür an, wie die Kriminalisierung von Drogen auf sozialen Problemen und nicht auf wissenschaftlichen Fakten basiert hat. Seine Arbeit liefert wissenschaftliche Beweise, um die Mythen über harte Drogen zu entlarven und auf eine mildere und humanere Politik hinzuarbeiten.
Harts Forschung erkennt strukturelle Ungerechtigkeiten an, spielt aber auch in eine unterdrückungsanalytische Perspektive der Psychologie hinein. Seine Forschung spiegelt in gewisser Weise die Arbeit von Martin Seligman wider. Seligman forschte an Hunden, die später als menschliches Modell verwendet wurden, und fand heraus, dass Hunde, die in eine Situation gebracht werden, in der sie dem Schmerz nicht entkommen können, Hilflosigkeit lernen und die Fähigkeit zur Flucht verlieren, wenn ihnen die Option wieder eröffnet wird. Harts Forschung schlägt in eine ähnliche Kerbe, indem er einen Mangel an positiven Ausgängen und Aktivitäten als Grund für den Drogenkonsum in Gemeinschaften angibt. Seine Arbeit unterscheidet sich darin, dass er die extremen strukturellen Ungerechtigkeiten anerkennt, die schwarze Menschen weiter unterdrücken und einsperren. Er nutzt seine Forschung, um zu argumentieren, dass Gesetze, die eine Gesellschaft sicherer machen sollen und auf empirischen Beweisen beruhen, statt eines unterdrückerischen Rechtssystems, das weiße Vorherrschaft fördert, uns der Gerechtigkeit näher bringen werden.

### Prädiktoren des Drogenkonsums im Gefängnis bei inhaftierten schwarzen Männern
Im Jahr 2012 war Hart Mitverfasser einer Studie zum Drogenkonsum in US-Gefängnissen. Schwarze Männer sind überproportional häufig wegen Drogenkonsums inhaftiert: 13,6 % der Bevölkerung sind schwarz, aber 37,8 % der Gefangenen sind schwarz und 79 % der Menschen, die wegen Crack-Konsums inhaftiert sind, sind schwarz. Gefängnisse lösen den Drogenkonsum nicht. Harts Forschung zeigt, dass der Drogenkonsum in Gefängnissen weitergeht, und dass Personen mit einer längeren Drogenvergangenheit dazu neigen, im Gefängnis mehr zu konsumieren als Personen mit einer geringeren Drogenvergangenheit. Eine Entkriminalisierung des Drogenkonsums und eine alternative Politik, die den Schwerpunkt auf wirksame Behandlungen legt, werden gefordert.

### Entwicklung von Pharmakotherapien für Cannabis- und Kokainkonsumstörungen
In dieser Übersichtsarbeit erörtern Hart und Lynch eine Vielzahl von Behandlungsmethoden, die bei Cannabis- und Kokainabhängigkeit versucht wurden. Mehrere Behandlungen haben sich als wirksam erwiesen, um die Entzugssymptome bei Labortieren mit Cannabinoidabhängigkeit zu reduzieren, aber bei Kokainabhängigkeit war der Erfolg deutlich geringer. Hart argumentiert, dass die unterschiedlichen Ergebnisse bei Kokainkonsumenten als Erinnerung an die Heterogenität der Kokainkonsumenten dienen müssen, die von der Häufigkeit des Konsums und der Art der Verabreichung bis hin zu den Gewohnheiten und Zwecken des Konsums reicht. Dieser Artikel ist ein Beispiel für seine umfangreiche Forschung im Bereich der Drogensucht und dient als Rahmen für die Betrachtung von Sucht als Krankheit und nicht als Verbrechen.

### High Price
Im Jahr 2013 veröffentlichte Hart High Price: A Neuroscientist's Journey of Self-Discovery That Challenges Everything You Know About Drugs and Society. In den ersten Kapiteln seines Buches erzählt Hart von seiner Erziehung, seiner Zeit beim Militär und seinen Jahren am College und an der Uni. Er schildert seinen Weg zum Doktortitel und zu seiner festen Professur an der Columbia University und spricht über die Opfer und Herausforderungen, die er bringen musste. Ein schwieriger Aspekt, um als Schwarzer in der akademischen Welt erfolgreich zu sein, war die Anpassung an weiße kulturelle Standards. Er beschreibt die Herausforderung, weiße kulturelle Normen und die Sprache zu lernen und dann zu seiner Familie zurückzukehren und sich entfremdet und unfähig zu fühlen, eine Verbindung herzustellen.
Hart erörtert, wie Fordham und Ogbu's Idee des "Acting White" in seine frühe Erziehung hineinspielte. In der High School verstand er "Acting White" als Studenten, die ihre Gemeinschaften mit Verachtung behandeln. Er argumentiert, dass die Experten mit ihrer Behauptung, Intellektualität sei eine Ablehnung des Schwarzseins, in gewisser Weise daneben lagen. Vielmehr ist es die Entfernung von der eigenen Gemeinschaft, oder wie Fordham und Ogbu erklärten, die Missachtung der fiktiven Verwandtschaft zwischen Schwarzen Menschen, die zum Etikett des "Acting White" führt. Das Festhalten an eurozentrischen Idealen und einer eurozentrischen Sprache kann, so Hart, diese Verbindungen zur schwarzen Gemeinschaft belasten. In High Price beschreibt er, wie seine Familie ihn aufgrund seiner Sprachmuster und seines Lebensstils oft als überlegen wahrnahm.
Hart beendet das Buch mit einem Argument für die Entkriminalisierung von Drogen. Seine Forschungen haben gezeigt, dass die Gefahren, die mit Drogen verbunden sind, weitgehend missverstanden werden, und eine Abnahme der Stigmatisierung und eine Zunahme der Konversation würde wahrscheinlich die Zahl der drogenbedingten Todesfälle verringern. Missverständnisse über harte Drogen sind weit verbreitet, und Länder wie Portugal und Thailand haben den Konsum harter Drogen entkriminalisiert und den Prozess der Entkriminalisierung eingeleitet.

### Drug Use for Grown-Ups
Im Jahr 2021 veröffentlichte Hart "Drug Use for Grown-Ups: Chasing Liberty in the Land of Fear". Im Prolog des Buches gibt Hart offen zu, dass er persönlich Heroin zu Erholungszwecken konsumiert. Er argumentiert weiter, dass der Freizeitkonsum von Drogen für die Mehrheit der Menschen eine positive Wirkung hat und dass Journalisten und Forscher die Schäden des Freizeitkonsums von Drogen überbewerten.

## Persönliches
Hart lebt in New York City und in der Schweiz. Er hat drei Kinder.

## Auszeichnungen
- Columbia University Presidential Teaching Award[32]
- Humanitarian Award from Mothers Against Teen Violence
- 2014 PEN/E. O. Wilson Literary Science Writing Award for High Price: A Neuroscientist's Journey of Self-Discovery That Challenges Everything You Know About Drugs and Society[33][34]